# Attentat du 31 octobre 2017 à Manhattan
L'attentat du 31 octobre 2017 à Manhattan est une attaque terroriste islamiste survenue le 31 octobre 2017, jour d'Halloween, dans l'arrondissement de Manhattan, à New York. Il a causé la mort de huit personnes.

## Déroulement de l'attaque

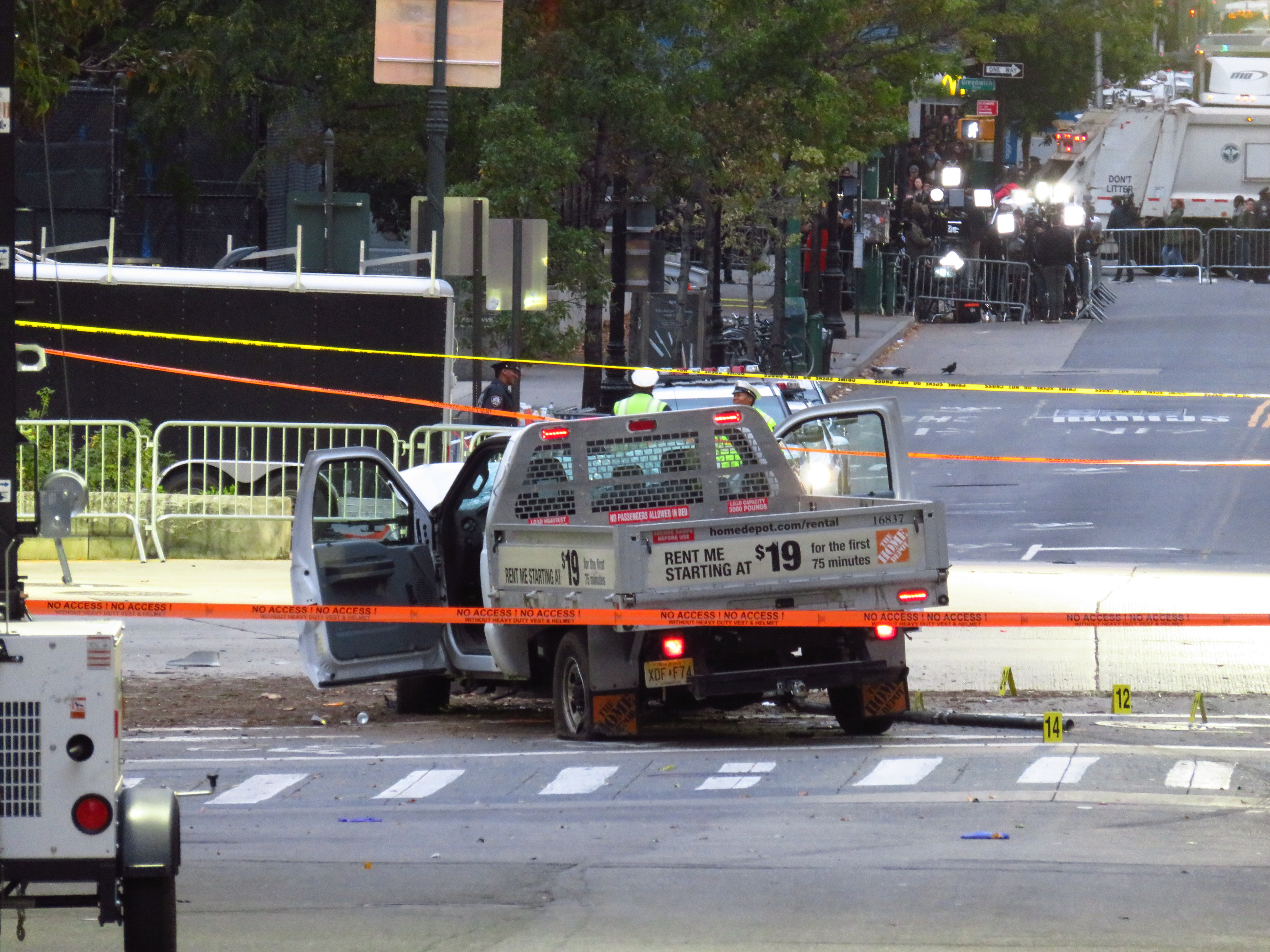
Le pick-up Ford Super Duty de location Home Depot utilisé par le terroriste dans la Chambers Street, au matin du 1er novembre 2017.

Le 31 octobre 2017, vers 15 h, heure locale, à New York, dans le sud-ouest de l'arrondissement de Manhattan, le conducteur d'un pick-up Ford Super Duty fonce vers des cyclistes en roulant sur une piste cyclable, le long du fleuve Hudson. Plusieurs sont très violemment heurtés. Le conducteur finit sa course en percutant un autobus scolaire, avant de s'enfuir à pied. Dans sa fuite, le suspect hurle plusieurs fois « Allahu akbar ». Il est porteur de deux armes de poing. Refusant d’obéir aux injonctions des policiers, le suspect, Sayfullo Saipov, est neutralisé par deux balles tirées par l'officier Ryan Nash,. Cet homme originaire d'Ouzbékistan, âgé de 29 ans lors des faits, a immigré aux États-Unis en 2010.

## Auteur
Le suspect, Sayfullo Habibullaevic Saipov, 29 ans, est né à Tachkent, Ouzbékistan, alors partie de l'Union soviétique, le 8 février 1988, et a vécu la majeure partie de sa vie dans les districts de Shaykhontohur (en) et Uchtepa (en). Saipov était l'aîné d'une fratrie de quatre enfants dont il était le seul garçon. En 2005, il est diplômé d'un collège professionnel et a étudié à l'Institut des finances de Tachkent (en) de 2005 à 2009, avant de travailler comme comptable.
Saipov est arrivé aux États-Unis avec un visa d'immigration de diversité en 2010 et était résident permanent dans le pays. Il a vécu successivement à Stow dans l'Ohio, à Tampa en Floride et enfin à Paterson dans le New Jersey. Dans ce dernier État, il a travaillé comme chauffeur Uber pendant six mois. Les archives publiques montrent qu'il détenait un permis de camion commercial. Des connaissances ont déclaré que Saipov avait un mauvais caractère qui lui a coûté des emplois de chauffeur. Il a reçu des contraventions pour des infractions au code de la route dans le Maryland en 2011, en Pennsylvanie en 2012 et 2015 et dans le Missouri en 2016, où les dossiers indiquaient qu'il conduisait un semi-remorque. En 2015, des agents fédéraux ont interrogé Saipov sur ses contacts avec deux terroristes présumés, mais aucun dossier n'a été ouvert contre lui.
Une vieille connaissance de Saipov l'a décrit comme « un peu agressif » et peu religieux à son arrivée aux États-Unis. Un de ses amis dans l'Ohio a déclaré qu'il était enclin à se battre et à se méprendre. Un imam de la mosquée fréquentée par Saipov à Tampa a déclaré que Saipov était dévoué aux observances extérieures de l'islam et était très critique à l'égard de la politique sioniste des États-Unis. À Paterson, Saipov vivait derrière et priait régulièrement dans une mosquée locale, Masjid Omar (qui avait été suivie dans le cadre d'un programme controversé de surveillance des musulmans par le NYPD), pendant les trois mois précédant l'attaque. 
L'une des petites sœurs de Saipov en Ouzbékistan, Umida Saipova, qui était en contact régulier avec lui, a déclaré qu'il avait récemment exprimé le désir de retourner dans son pays d'origine, mais qu'il n'avait jamais eu de griefs contre les États-Unis. Elle a également déclaré que leur mère, Mukaddas Saipova, avait rendu visite à Saipov à deux reprises, la deuxième visite ayant eu lieu plus tôt cette année-là, et n'a jamais remarqué de signe de radicalisation de sa part.
Saipov n'a jamais exprimé de remords pour son geste, il s'en est même déclaré satisfait et l'a défendu lors de son procès,. 

## Bilan
Le bilan officiel de l'attentat est de huit morts et douze blessés (dont le terroriste, touché par balle).
| Pays       | Morts | Blessés | Total |
| ---------- | ----- | ------- | ----- |
| Argentine  | 5     | 1       | 6     |
| États-Unis | 2     | 2       | 4     |
| Belgique   | 1     | 3       | 4     |
| Allemagne  | 0     | 1       | 1     |
| Inconnu    | 0     | 4       | 4     |
| Total      | 8     | 11      | 19    |

## Nom et situation des huit morts
- Ariel Ehrlich, Hernan Diego Mendoza, Diego Enrique Angelini, Alejandro Damian Pagnucco, Hernan Ferruci (tués) et Martin Ludovico Murray (blessé), un groupe d'une dizaine d'amis argentins (Rosario) âgés de cinquante ans, venus fêter ensemble le trentième anniversaire de l'obtention de leur diplôme - l'industriel A. Ehrlich avait offert le billet d'avion à certains d'entre eux[10].

- Ann-Laure Decadt, Belge flamande de 31 ans et mère d'un petit garçon de 3 ans et d'un bébé de 3 mois[11]. Par ailleurs, trois autres Belges — Aristide, Marion et Daryl Melissas — ont été grièvement blessés dans l'attentat. Aristide Melissas a subi une sévère fracture crânienne ouverte, son fils Daryl a eu une hémorragie cérébrale interne et sa femme Marion a du être amputée des deux jambes. Timothy, leur neveu, est parvenu à esquiver le véhicule[12].

- Nicholas Cleves, 23 ans (New York) et Darren Drake, 32 ans (New Milford dans le Connecticut), deux Américains diplômés et passionnés de vélo.

## Revendication
Le 3 novembre 2017, l'État islamique revendique l'attentat via son magazine de propagande, Al-Naba (en). Cette revendication pose question car, d'ordinaire, le groupe passe d'abord par son agence de presse Amaq pour ce genre de communiqués. De plus, il profite de cette occasion pour revendiquer à nouveau la fusillade de Las Vegas, survenue un mois plus tôt, alors même qu'aucun élément de l'enquête (rendu public à ce jour) ne permet de faire un lien entre son auteur et l'État islamique. 

## Réactions

### Réactions des autorités politiques
- États-Unis : le président américain Donald Trump réagit par tweet une heure après l'attentat[16]. Dans un second tweet, il associe la tuerie à l’État islamique.
- Espagne : le président du gouvernement espagnol Mariano Rajoy déclare sur Twitter : « En ces temps difficiles à Manhattan, nous sommes au plus près de la population américaine. Notre soutien, notre affection et nos sincères condoléances. MR »[17] (« En estos difíciles momentos en #Manhattan, nos sentimos cerca del pueblo norteamericano. Nuestro apoyo, afecto y sentidas condolencias. MR »).
- France : le président de la République Emmanuel Macron déclare sur Twitter : « I convey my emotion and the solidarity of France for New York City and the US. Our fight for freedom unites us more than ever »[18]. (« J'exprime l’émotion et la solidarité de la France à New York et aux États-Unis. Notre combat pour la liberté nous unit plus que jamais. »)

## Procès
Le 2 novembre 2017, le président américain Donald Trump annonce son intention de demander la peine de mort fédérale pour Saipov. Malgré un changement d'administration en 2021, le département de la Justice reste sur cette ligne avant et pendant le procès. Ce dernier s'ouvre le 9 janvier 2023 devant la cour de district des États-Unis pour le district sud de New York (en). Le 26 janvier 2023, Saipov est reconnu coupable des 28 chefs d'accusation portant contre lui,. Le 17 mai 2023, le juge Vernon S. Broderick (en) le condamne à huit peines de prison à vie, plus 260 ans de prison ferme. Il échappe à une condamnation à mort en raison d'un désaccord du jury.